# روبرت بلير (لاعب كرة الريشة)
روبرت بلير (بالإنجليزية: Robert Blair) هو لاعب كرة الريشة بريطاني، ولد في 7 أغسطس 1981 في إدنبرة في المملكة المتحدة.

## وصلات خارجية
- روبرت بلير على موقع BWF.tournamentsoftware.com (الإنجليزية)
- روبرت بلير على موقع BWFbadminton.com (الإنجليزية)
- روبرت بلير على موقع اللجنة الأولمبية الدولية (الإنجليزية)
- روبرت بلير على موقع أوليمبيديا (الإنجليزية)
- روبرت بلير على موقع اللجنة الأولمبية البريطانية (الإنجليزية)
- روبرت بلير على موقع اتحاد ألعاب الكومنولث (مؤرشف) (الإنجليزية)
- روبرت بلير على موقع اتحاد ألعاب الكومنولث (مؤرشف) (الإنجليزية)
- روبرت بلير على موقع دورة ألعاب الكومنولث 2006 (مؤرشف) (الإنجليزية)